# Mehmet Çayan
Mehmet Çayan (* 19. September 1998 in Keşap) ist ein türkischer Fußballspieler.

## Karriere
Çayan begann mit dem Vereinsfußball in der Jugend von Keşap Belediyespor, dem Sportverein seiner Heimatstadt Keşap. Von hier aus wechselte er 2007 in die Nachwuchsabteilung von Giresunspor. Diesen Verein verließ er 2011 und spielte für die Nachwuchsabteilungen von Maltepespor und Orduspor. Im Frühjahr 2014 kehrte er zu Giresunspor zurück.
Zur Rückrunde der Saison 2014/15 wurde er am Training der Profimannschaft beteiligt und gab am 27. Januar 2015 in der Pokalbegegnung gegen Torku Konyaspor sein Profidebüt. Im Januar 2015 erhielt er von seinem Klub einen Profivertrag. Am 16. Mai 2015 wurde er in der Erstligapartie gegen Gaziantep Büyükşehir Belediyespor eingesetzt und debütierte in der Liga.